# Centro histórico de Florença
Construída no local de um acampamento militar romano, Florença, símbolo do Renascimento, atingiu o domínio económico e cultural na sua região sob o domínio da família Médici nos séculos XV e XVI. Os seus 600 anos de actividade artística de excepcional qualidade podem ser vistos na catedral de Santa Maria del Fiore (século XIII), na Igreja de Santa Croce, na Galleria degli Uffizi, e no Palácio Pitti, trabalhos de grandes mestre como Giotto, Filippo Brunelleschi, Sandro Botticelli e Michelangelo.